# Stamfordham
Stamfordham est une paroisse civile et un village du Northumberland, en Angleterre.